# Сардинская саламандра
Сардинская саламандра (лат. Speleomantes genei) — вид амфибий из рода европейских пещерных саламандр (Speleomantes) отряда хвостатых земноводных. Ранее данный вид относился к роду Hydromantes.

## Описание
Общая длина самцов до 115 мм и до 124 мм для самок (средняя длина 95 мм). Взрослые самцы имеют железы на подбородке. Хвост овальная в поперечном сечении, чуть меньше половины от общей длины. Базовый цвет от тёмно-коричневого до чёрного с мраморным узором. На этом фоне может быть может быть коричневый, оливково-зелёный, серо-зелёные, или охряный узор, неравномерно расположенные белые пятна. Брюхо яркое с крапчатыми пятнами.

## Ареал
Эндемик южной Сардинии (провинция Кальяри)

## Образ жизни
Обитает в пещерах и расщелинах, находящихся от 8 метров до 600 метров над уровнем моря. Температурный оптимум выше, чем у континентальных пещерных саламандр.